# Мавпові (підродина)
Мавпові (Cercopithecinae) — підродина мавп Старого Світу, що включає приблизно 71 видів. Більшість видів підродини живуть на південь від Сахари, хоча загалом проживають від далекосхідних частин Азії через північну Африку, а також на Гібралтарі.

## Характеристики
Деревні види невеликі, тонкі й мають довгий хвіст, в той час як наземні види кремезні, а їх хвости невеликі або повністю відсутні. Всі види мають добре розвинені пальці. Деякі види мають сідничні мозолі, які можуть змінювати колір під час періоду парування. Ці мавпи денні й живуть разом у соціальних групах. Вони живуть у всіх типах місцевостей і клімату: тропічних лісах, саванах, лисих скелястих районах або навіть снігових горах. Більшість видів всеїдні, дієта включає фрукти, листя, насіння, бруньки, гриби, комахи, павуки і невеликих хребетних. Всі види мають защічні мішки, в яких вони можуть зберігати їжу.
Вагітність триває від шести до семи місяців. Молодь годується молоком 3—12 місяців і стає статевозрілою у 3—5 років. Середня тривалість життя у деяких видів може бути аж до 50 років.

## Класифікація
- - Підродина Cercopithecinae
    - Триба Cercopithecini
      - Genus Allenopithecus
      - Genus Miopithecus
      - Genus Erythrocebus
      - Genus Chlorocebus
      - Genus Cercopithecus

    - Триба Papionini
      - Genus Macaca
      - Genus Lophocebus
      - Genus Rungwecebus
      - Genus Papio
      - Genus Theropithecus
      - Genus Cercocebus
      - Genus Mandrillus